# Naturschutzgebiet Meilfesknapp
Das Naturschutzgebiet Meilfesknapp mit einer Größe von 8,44 ha liegt östlich von  Alme im Stadtgebiet von Brilon. Das Gebiet wurde 2008 mit dem Landschaftsplan Hoppecketal durch den Hochsauerlandkreis als Naturschutzgebiet (NSG) ausgewiesen. Das NSG gehört seit 2023 zum Vogelschutzgebiet Diemel- und Hoppecketal mit angrenzenden Wäldern.

## Gebietsbeschreibung
Beim NSG handelt es sich um die Bergkuppe Meilfesknapp. Die obere Bergkuppe wird von Rotbuchenwald eingenommen. Über die Kuppe zieht sich ein Kalkfelsband. Nach Norden fällt dieses Felsband bis zu 8 m ab. Die Felsen sind sehr moosreich. Am nördlichen und östlichen Hang befinden sich Magerweiden. Hier finden sich drei alte Abbaustätten von Kalkspat, die wie ehemalige Steinbrüche aussehen.
Das Landesamt für Natur, Umwelt und Verbraucherschutz Nordrhein-Westfalen dokumentierte im Schutzgebiet Pflanzenarten wie Braunstieliger Streifenfarn,  Echter Wolfsfuss, Echtes Labkraut, Einbeere, Großes Mausschwanzmoos, Jakobs-Greiskraut, Kleines Habichtskraut, Neckermoos, Pfeifenwinde, Rundblättrige Glockenblume, Stumpfblättriger Ampfer, Wald-Bingelkraut und Waldmeister.

## Schutzzweck
Im NSG soll das dortige Biotopmosaik aus Buchenwald, Magerweiden und ehemaligen Abgrabungen schützen. Wie bei allen Naturschutzgebieten in Deutschland wurde in der Schutzausweisung darauf hingewiesen, dass das Gebiet „wegen der Seltenheit, besonderen Eigenart und Schönheit des Gebietes“ zum Naturschutzgebiet wurde.
Der Landschaftsplan führt zum speziellen Schutzzweck auf: „Erhaltung eines exponiert gelegenen, vielfältigen Biotopmosaiks aus artenreichem Waldmeister-Buchenwald, strukturreichem, tlw. magerem Grünland und Sekundärlebensräumen aus aufgelassenen Kalkspat-Abgrabungen in seiner Lebensraumfunktion für die darauf angewiesene Pflanzen- und Tierwelt; Sicherung der überkommenen Grünlandnutzung im Norden und Osten durch Vertragsangebote zur Erhaltung dieses Biotopkomplexes; Schutz eines Trittsteinbiotops im Zusammenhang mit ähnlich strukturierten NSG-Anteilen südwestlich dieses Gebietes; Erhaltung eines vielfältigen Kulturlandschaftsausschnitts im Bild der umgebenden, meist intensiver genutzten Agrarlandschaft und von erdgeschichtlich interessanten Aufschlüssen.“